# Ван дер Лан, Эльвис
Эльвис Арнольд ван дер Лан (швед. Elvis Arnold van der Laan; род. 29 февраля 2008) — шведский футболист, защитник нидерландского «Гронингена».

## Клубная карьера
Начинал заниматься футболом в «Броммапойкарне», откуда затем перешёл в «Гётеборг». В 15-летнем возрасте присоединился к юношеской команде АИК. В начале 2025 года стал привлекаться к тренировкам с основной командой, с которой отправился на предсезонные сборы в Аликанте. В феврале получил травму головы и был вынужден пропустить несколько недель. 22 февраля впервые попал в заявку команды на матч группового этапа кубка страны с «Треллеборгом», но на поле не появился. 24 апреля во встрече с «Вернаму» дебютировал в чемпионате Швеции, выйдя на поле в стартовом составе.

## Карьера в сборной
Выступал за юношескую сборную Швеции до 17 лет. Первый гол в её составе забил 19 марта 2025 года во встрече отборочного турнира чемпионата Европы со сборной Чехии.

## Клубная статистика
| Выступление      | Выступление      | Выступление      | Лига | Лига | Кубки | Кубки | Конт. кубки | Конт. кубки | Итого | Итого |
| Клуб             | Лига             | Сезон            | Игры | Голы | Игры  | Голы  | Игры        | Голы        | Игры  | Голы  |
| ---------------- | ---------------- | ---------------- | ---- | ---- | ----- | ----- | ----------- | ----------- | ----- | ----- |
| АИК              | Алльсвенскан     | 2025             | 2    | 0    | 0     | 0     | 0           | 0           | 2     | 0     |
| АИК              | Итого            | Итого            | 2    | 0    | 0     | 0     | 0           | 0           | 2     | 0     |
| Всего за карьеру | Всего за карьеру | Всего за карьеру | 2    | 0    | 0     | 0     | 0           | 0           | 2     | 0     |